# Halens
Halens (ehemals Haléns Postorder) war ein schwedisches Versandhandelunternehmen mit Sitz in Borås.

## Geschichte
Haléns wurde 1952 von Hadar Halén gegründet. Als sich der Versandhandel in Schweden Mitte der 60er-Jahre konsolidierte, unter anderem durch Wettbewerb mit den neuen Supermärkten, wurde Haléns von GUS (Great Universal Stores) aus England aufgekauft. Haléns entwickelte sich in den folgenden Jahren zu einem der führenden Versandhandelunternehmen Schwedens und expandierte nach Norwegen, Finnland, Dänemark, Estland und Lettland. Seit 1997 betrieb Haléns auch einen Onlineshop.
Nachdem das Unternehmen in das Firmenimperium der britischen Brüder David und Frederick Barclay („Barclayzwillinge“) gekommen war, übernahm es 2004 den Versandhändler Cellbes, der jedoch unabhängig weiter geführt wurde. Haléns erwirtschaftete damals mit 234 Mitarbeitenden einen Jahresumsatz von 670 Mio. Schwedische Kronen, Cellbes mit 184 Angestellten 439 Mio. Kronen. Die schwedische Investmentgesellschaft Consortio Invest übernahm das Versandhaus 2007 von den Barclayzwillingen bzw. deren Gesellschaft March UK. Als zweitgrößter Versandhändler Schwedens setzte Haléns zu diesem Zeitpunkt etwa 1,1 Mio. Kronen um.
Im Januar 2010 übernahm Halens die vier ausländischen Gesellschaften aus der Insolvenzmasse des deutschen Versandunternehmens Quelle GmbH in Polen, Tschechien, der Slowakei und dem Baltikum mit Estland und Lettland.
Ende 2016 verkündete Consortio, das Geschäft 2017 einstellen zu wollen, da es Verlust machte und nicht mehr wettbewerbsfähig sei. 25 Menschen in der Hauptverwaltung und 41 im Lager wurden entlassen, die Übrigen beschäftigte Consortio in anderen Geschäftseinheiten weiter.